# Kostel Proměnění Páně na hoře Tábor
Kostel Proměnění Páně na hoře Tábor je římskokatolický děkanský kostel na Žižkové náměstí v Táboře, původně postavený táborskou městskou obcí pro utrakvistickou církev. Pozdněgotický kostel získal svůj název podle křesťanského výjevu o proměnění Páně. Jedná se o halové trojlodí s gotickou síťovou klenbou, vystavěné v 15. a 16. století. Jedná se tak o další z řady křesťanských staveb, které na tuto událost svým názvem odkazují. Chrám je 46 metrů dlouhý a 26 metrů široký, od roku 1963 je chráněn jako kulturní památka. Gotická věž s barokní bání je vysoká 77,80 metrů (nejvyšší v jižních Čechách) a vede na ni přibližně 250 schodů.

## Historie a vývoj stavby

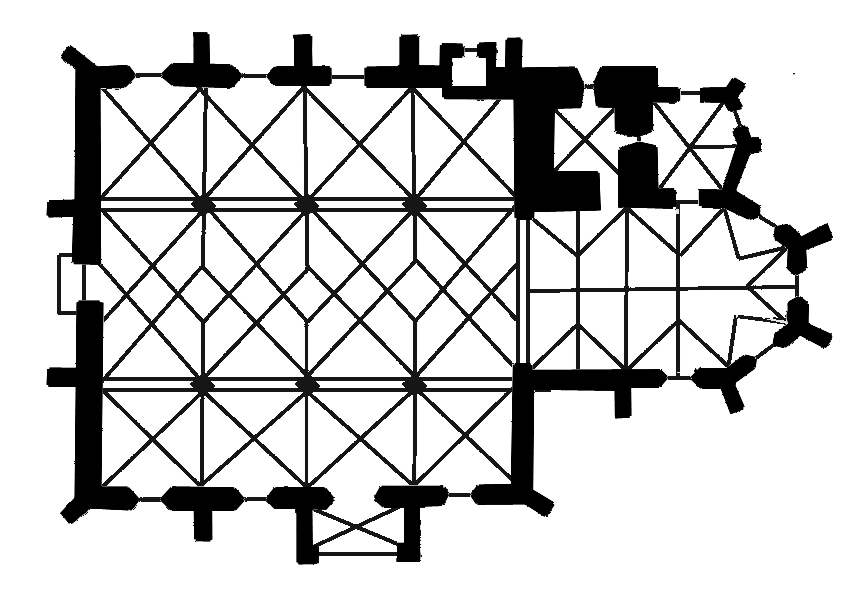
Půdorys kostela

### Výstavba 1440–1512
Kostel Proměnění Páně na hoře Tábor, stojí na nejvyšším místě Žižkova náměstí v Táboře. Začátek stavby tehdy utrakvistického kostela se datuje k roku 1440 (současně se započetím stavby zdejší radnice. Přesnější informace o průběhu stavby ve druhé polovině 15. století však nejsou známy. Jedním z prvních významných milníků, který lze s vyšší jistotou určit je proto až rok 1512, kdy došlo k zaklenutí trojlodí gotickou síťovou klenbou, které navrhl i prováděl mistr Staněk z pražské Malé Strany. Zaklenutí proběhlo v rekordně krátkém čase několika málo měsíců.

### Renesanční a barokní úpravy
Po dokončení stavby následovalo období velmi častých požárů, které město Tábor sužovaly a které se pravidelně podepisovaly na podobě kostela. Po požárech následovaly opravy, které vždy mírně poznamenaly drobnější prvky kostela. Po požáru v roce 1532, který poškodil kostel i s věží, byla stavba opravena v renesančním slohu (v roce 1559 zřízeny renesanční štíty). Opět byl poškozen požárem v roce 1602, za třicetileté války byl poškozen střelbou v listopadu 1621 při obléhání císařskými vojsky a také byla Švédy poškozena báň věže natolik, že hrozilo její zřícení. V té době proto došlo k přemístění hodinového stroje na městskou radnici. V roce 1622 byla farní správa odebrána utrakvistům a v rámci postupující rekatolizace ji převzali katolíci. V roce 1677 byla italským stavitelem Giovanim de Capauli opravena věž, přičemž došlo ke zrušení původního renesančního ochozu a věž byla osazena novou barokní trojstupňovou kopulí. Po stranách kostela se v minulosti nacházely renesanční krámky, které byly ovšem v roce 1678 odstraněny. Roku 1795 byl instalován nový barokní oltář od Ignáce Hammera z Březnice.

### Rekonstrukce a regotizace 1896–1898
V letech 1896–1898 byl kostel Josefem Mockerem regotizován. Byla např. přistavěna druhá sakristie, původní barokní oltář byl roku 1898 nahrazen oltářem neogotickým od řezbáře Josefa Krejčíka.

### Novodobá historie
Zatím poslední zásadnější stavební akcí byla oprava střechy a podlah mezi lety 2006 a 2009. Oprava byla nevyhnutelná zejména z důvodu zatékání do vnitřních prostor. Po konzultacemi s Národním památkovým ústavem se tedy přistoupilo k rekonstrukci. Ta si vyžádala zhruba 15 milionů korun a z cca 85 % byla financována Evropskou unií, o zbytek prostředků se podělilo město Tábor a farnost. V rámci oprav bylo vyměněno 1000 m² střešní krytiny a byla provedena oprava poloviny krovu nad lodí a dále kompletní rekonstrukce krovů nad presbytářem. V souladu s konzultacemi s NPÚ se měnily pouze vadné části krovu. Po zakrytí výkopů po archeologických výzkumech byly kompletně rekonstruovány podlahy v celém kostele.

## Popis exteriéru

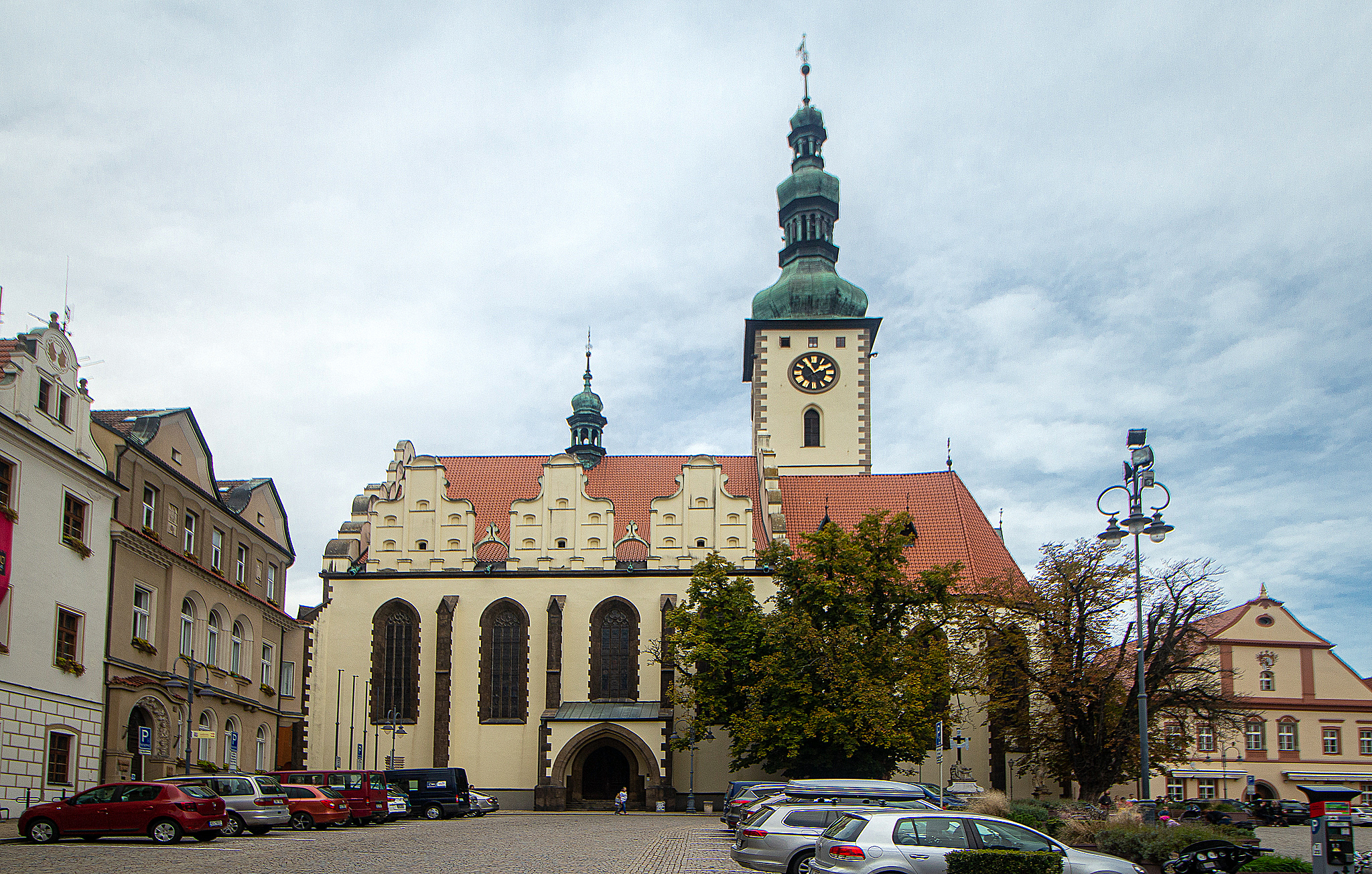
Pohled na kostel z Žižkova náměstí

Do náměstí je otočena jižní strana kostela se čtyřmi gotickými okny v presbytáři a čtyřmi v lodi. Na západní a východní straně jsou dva vysoké renesanční obloučkové štíty. Byly vystavěny v roce 1559 patrně při opravě po požáru roku 1532. Dále zde můžeme najít tři menší štíty na severní straně, které byly postaveny také v roce 1559. Menší štíty se nacházejí na jižní straně a byly vytvořeny před rokem 1600. Z krovu nad lodí vystupuje zvonička (sanktusník).
Nad loděmi se ční více než 77 metrová věž, která během historie utrpěla (stejně jako zbytek kostela) závažné šrámy. Na konci třicetileté války dokonce hrozilo, že se zřítí, a proto došlo k přemístění hodinového stroje na městskou radnici. V roce 1677 byla věž opravena a osazena novou barokní trojstupňovou kopulí. Součástí opravy bylo také odstranění renesančního ochozu. Věž má na každé stěně tři obdélníková okna, za kterými se v minulosti nacházel byt věžného.
Kostel měl již řadu zvonů, které byly z nejrůznějších důvodů odstraněny. V současné době má kostel tři zvony: Svatý Václav (1633), umíráček František (15. stol.) a Svatý Michal (1672, znovuodlitý 1725).
Na západní stěně se nachází velké slepé okno, původně s plaménkovou kružbou. Ostatní okna kostela mají typické lomené oblouky a jsou opatřeny bohatými kružbami a jeptiškami.
Před kostelem se nachází barokní sousoší piety později doplněné o sochy sv. Donáta a Floriána z dílny I. F. Platzera. Sousoší bylo na náměstí přeneseno z krypty kostela Narození Panny Marie augustiniánského kláštera 1850.

## Interiér

### Popis interiéru
Jedná se o halové trojlodí se síťovou klenbou. Trojlodí je dělené třemi páry arkád na osmibokých pilířích vysokých 18 metrů. Zmiňovaná síťová klenba se nachází v hlavní lodi. V bočních lodích je jednoduchá křížová žebrová klenba bez přípor. Presbytář je zaklenut klenbou sklípkovou s půdorysem sférické hvězdice (pravděpodobně pod vlivem dvoulodního kostela v nedaleké Bechyni). Na klenebních svornících kostela lze pozorovat kamenné cechovní znaky, podobné znaky se nacházejí také v podobě maleb na vnitřních stěnách. Vedle cechovníkch znaků je zde také vymalována osobní emblematika krále Vladislava II. Jagellonského a v duchu utrakvistické symboliky upravený znak Českého království, na němž český lev drží kalich s eucharistií. Z presbytáře je vstup do dvou sakristií (druhá z nich byla přistavěna Josefem Mockerem až při regotizaci v letech 1896–1897). První sakristie má křížovou žebrovou klenbu a druhá sakristie (na východní straně) má křížovou žebrovou klenbu s jedním vloženým žebrem.
Za zmínku stojí nepochybně i výrazně zdobená kazatelna, která je vytvořena v barokním stylu. I tento prvek v sobě nese odkaz na hlavní motiv kostela. Na vrchu kazatelny je totiž opět sousoší znázorňující Proměnění Páně. Kazatelna pochází z druhé poloviny 17. století. V jižní lodi lze nalézt epitaf s motivem Křtu v Jordáně. Do kostela proniká světlo řadou oken s bohatými vitrážemi z let 1896–1933 s nejrůznějšími náboženskými výjevy a postavami (např. Ježíš Kristus, sv. Norbert a sv. Václav). Kruchta se nachází v západní části kostela a je podklenuta valenou klenbou s výsečemi. Na kruchtě na nachází pás lichých kružeb a vystupují z ní do prostoru kostela varhany.

### Vybavení interiéru
Jedním z nejzajímavějších prvků interiéru je novogotický oltář z roku 1898 s vyobrazením Proměnění páně. Oltář je dílem Josefa Krejčíka a je zdoben řadou světců, lze na něm nalézt např. svaté Cyrila a Metoděje, svatého Vojtěcha a svaté Petra a Pavla. V kostele se nacházejí i další menší oltáře – oltář svaté Barbory a Apolény a oltář svatého Jana Nepomuckého, oba tyto rokokové oltáře pocházejí původně z augustiniánského kostela Narození Panny Marie. Dále jsou zde dva tabulové rokokové oltáře od Josefa Huttaryho.
Lavice v kostele jsou relativně nové, jejich poslední kompletní výměna proběhla roku 1998.

#### Varhany
Kostelní varhany disponují 3 manuály, 49 rejstříky a 3908 píšťalami, takže patří mezi největší nástroje v jižních Čechách. Varhany jsou dílem firmy Skopek, která je postavila v roce 1895 a roku 1941 proběhlo jejich výrazné rozšíření a přestavění do dnešní podoby. Poslední rekonstrukci varhan provedl Petr Fischer v letech 1995–1998.

## Zajímavosti
Kvůli relativně častým požárům zde také existovala funkce věžného. Jeho úkolem bylo mimo jiné noční troubení každých 15 minut, díky čemuž mělo být zajištěno jeho bdění. Později došlo ke zrušení této funkce. Poslední rodinou, která v bytě věžného bydlela, byla rodina Hovorkova. V současné době se byt nepoužívá, ale v užívání byl až do roku 1956.
Kostel je v současnosti otevřen veřejnosti a je hojně využíván k nejrůznějším náboženským a kulturním akcím, za zmínku stojí například řada koncertů, které se zde pravidelně konají.

## Galerie

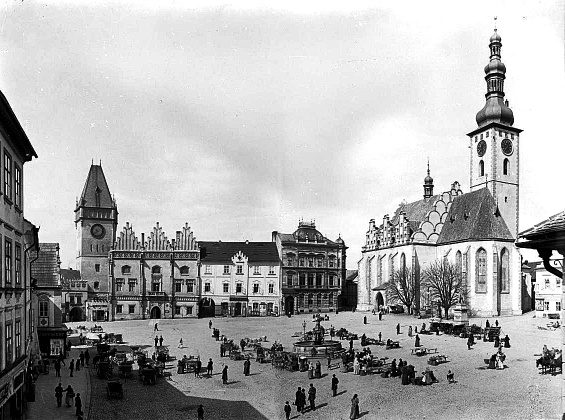
Pohled na kostel a táborskou radnici přes Žižkovov náměstí na historické fotografii
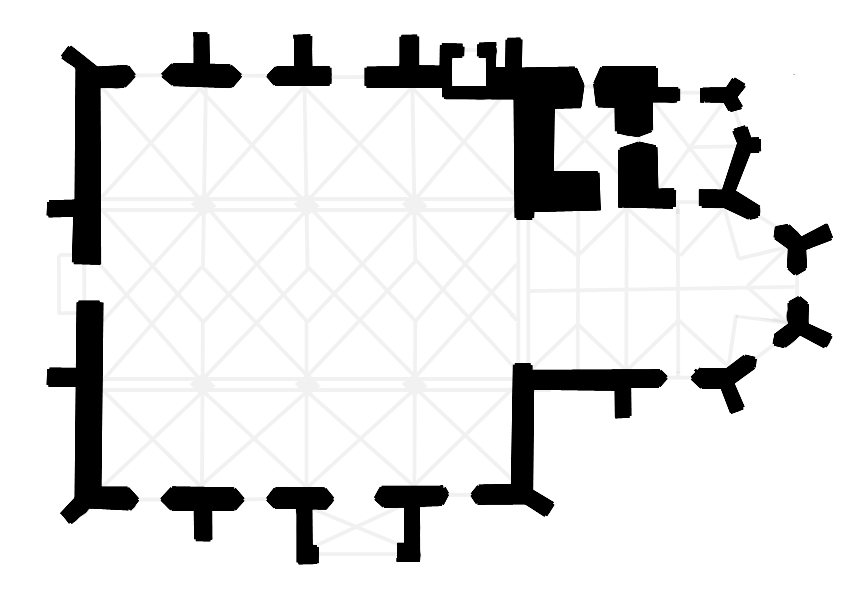
Půdorys kostela
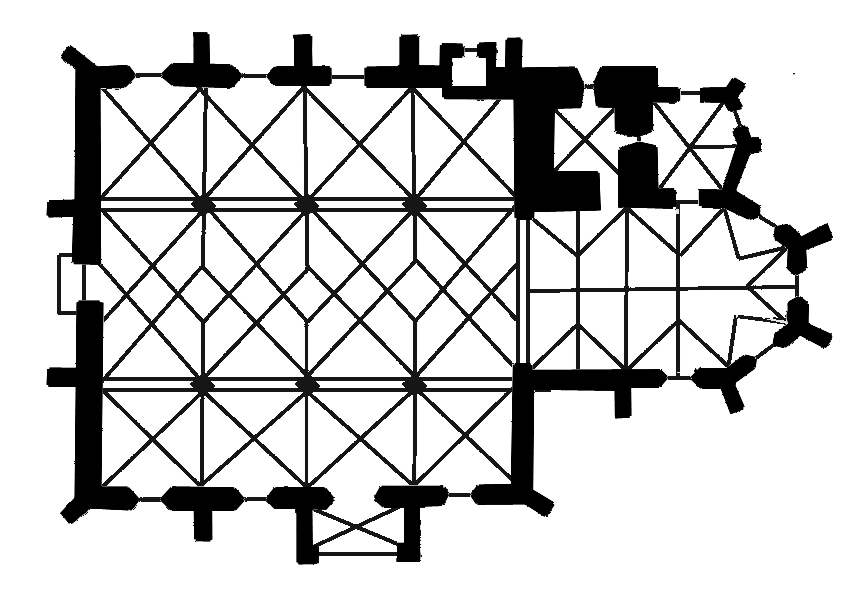
Půdorys kostela se zakreslením kleneb
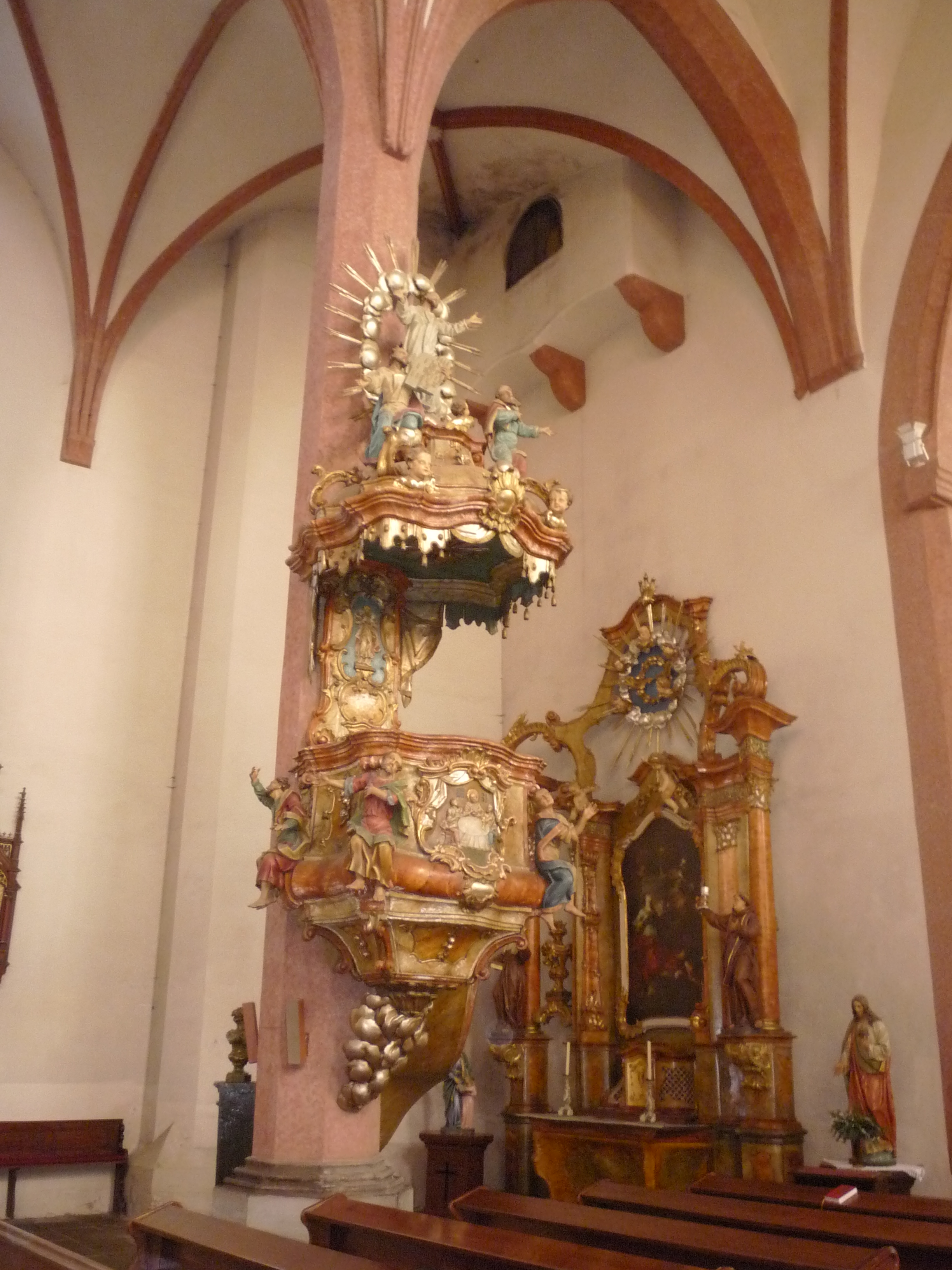
Kazatelna
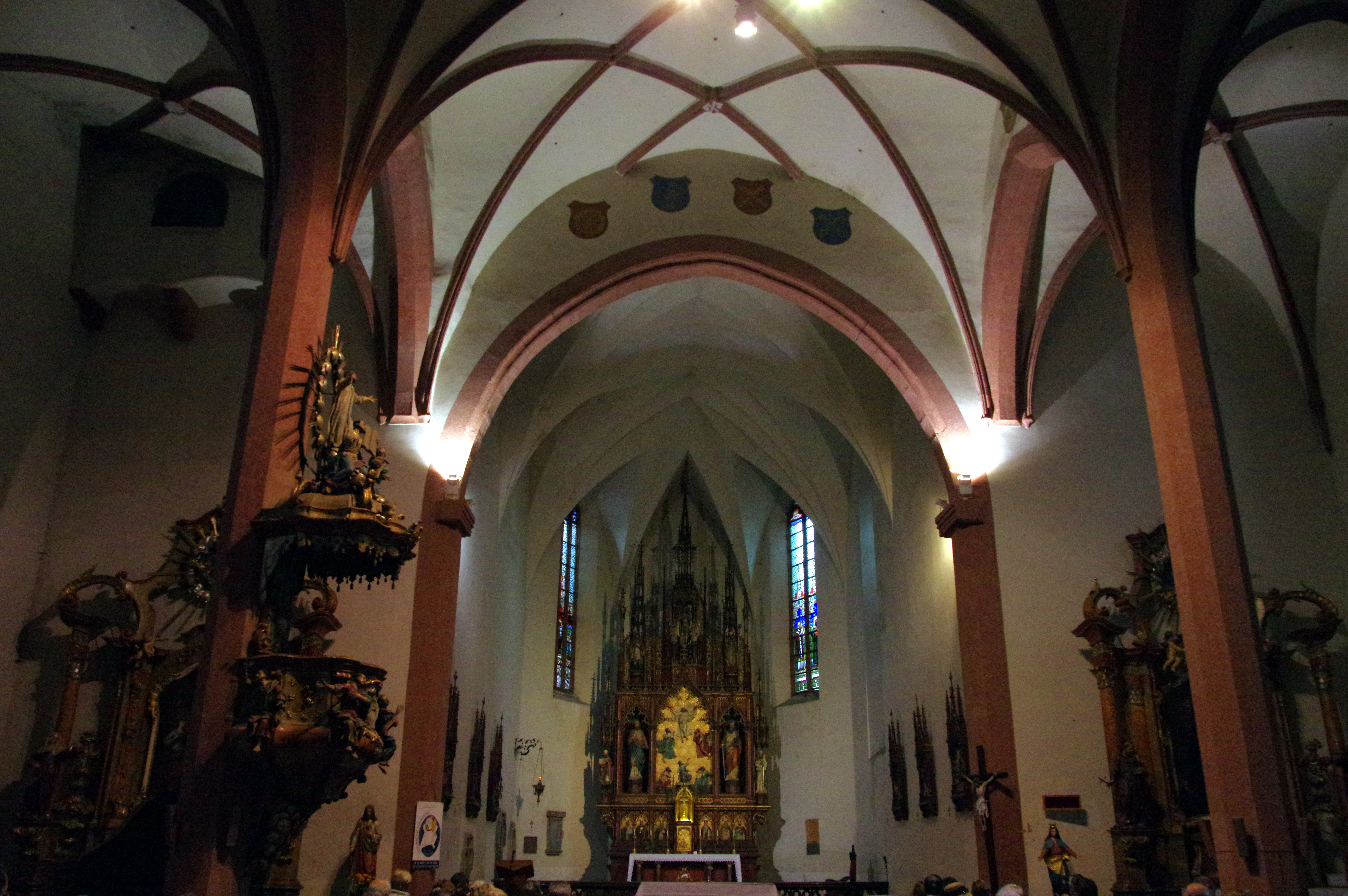
Pohled z hlavní lodi do presbytáře
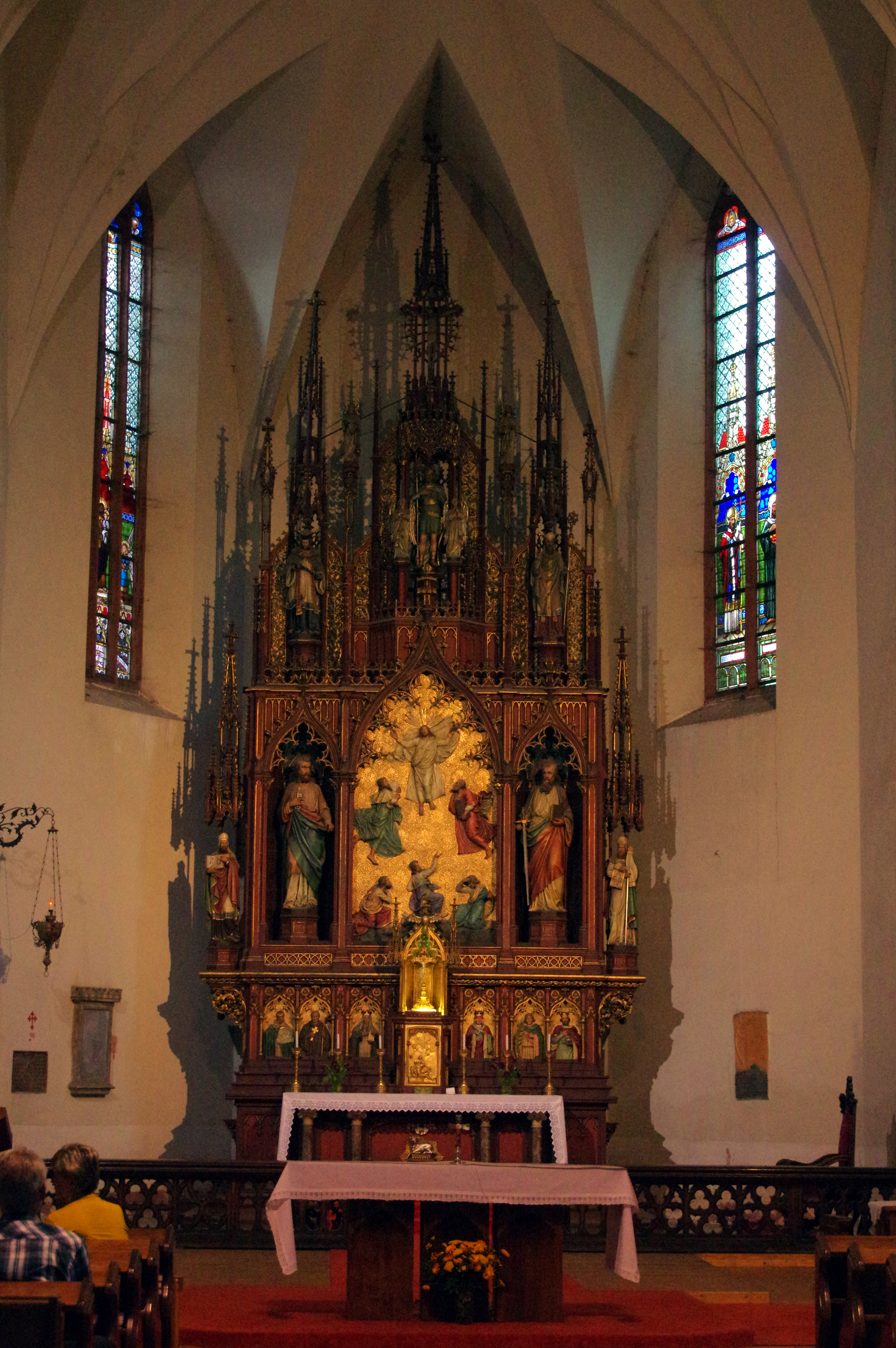
Novogotický oltář v presbytáři
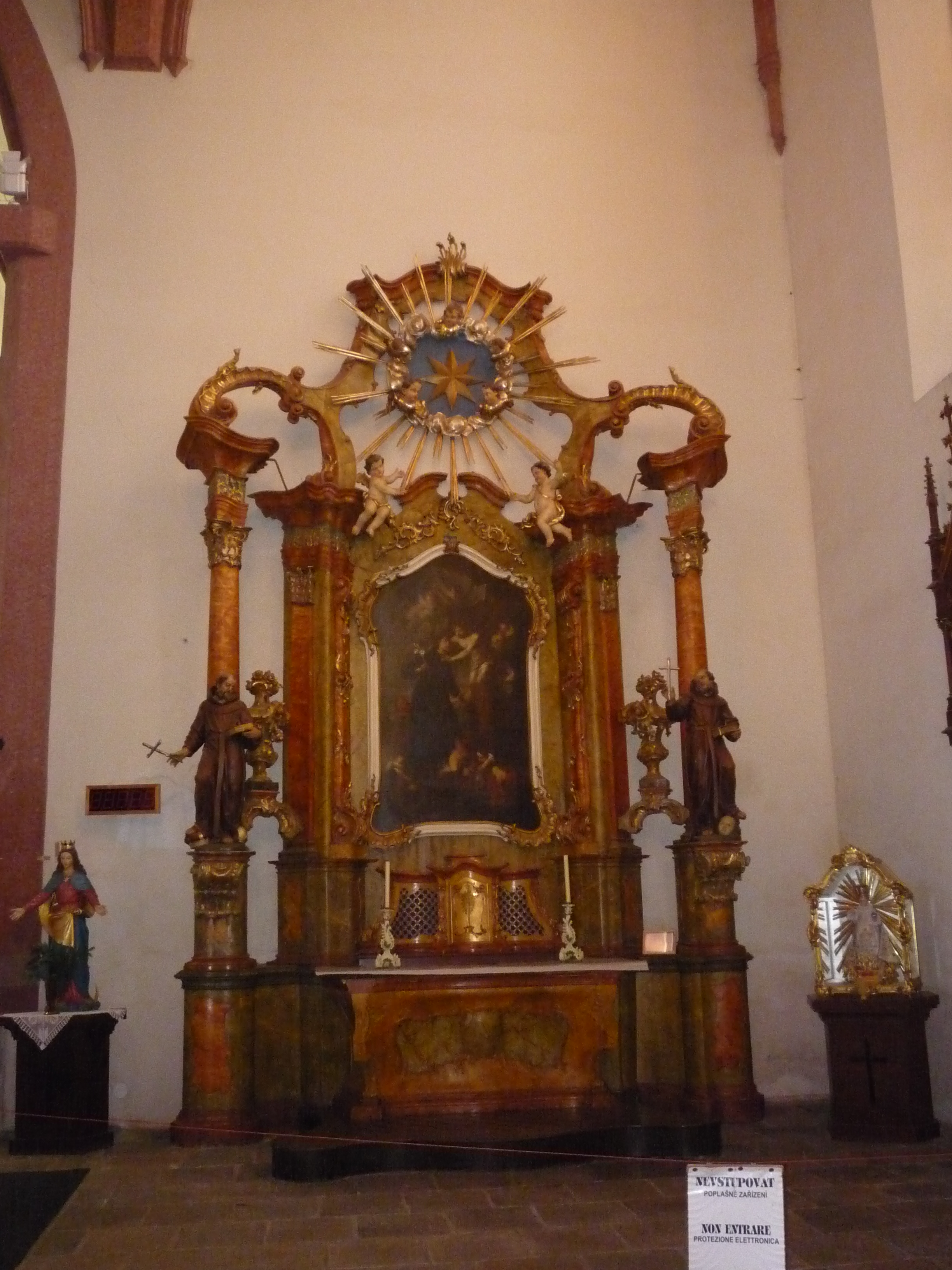
Boční oltář
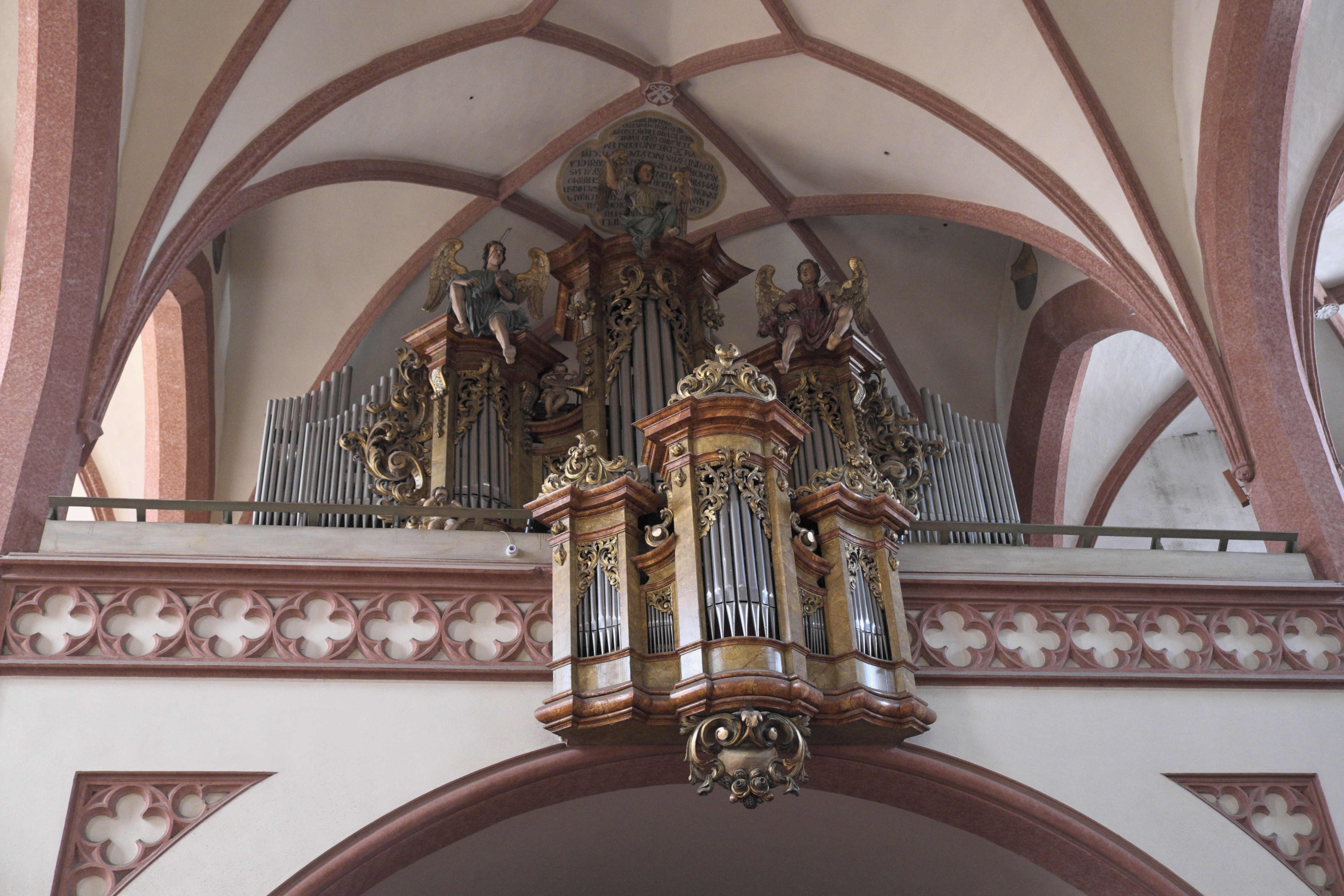
Varhany
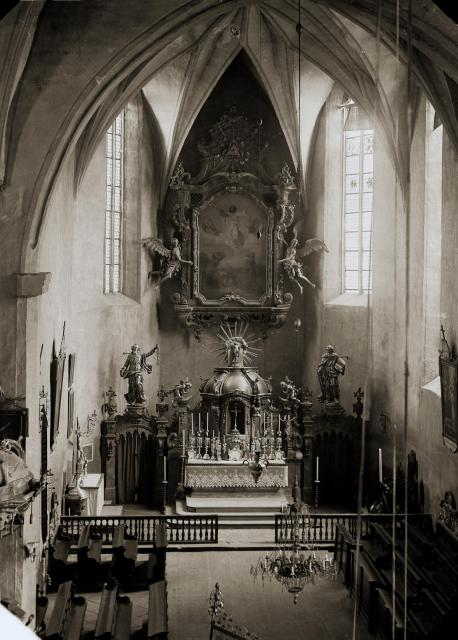
Presbytář kostela před rekonstrukcí Josefa Mockera na fotografii od Ignáce Šechtla (před rokem 1897)
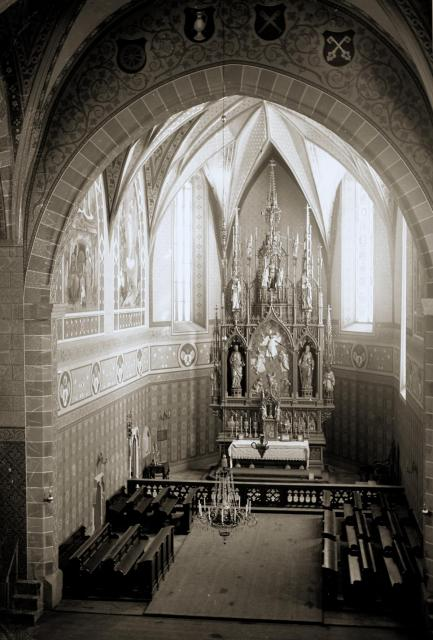
Presbytář kostela po rekonstrukci na fotografii od Ignáce Šechtla